# مارینییا
مارینییا (به اسپانیایی: Marinilla) یک سکونتگاه مسکونی در کلمبیا است که در بخش انتیوکیا واقع شده‌است.